# Mag Mell

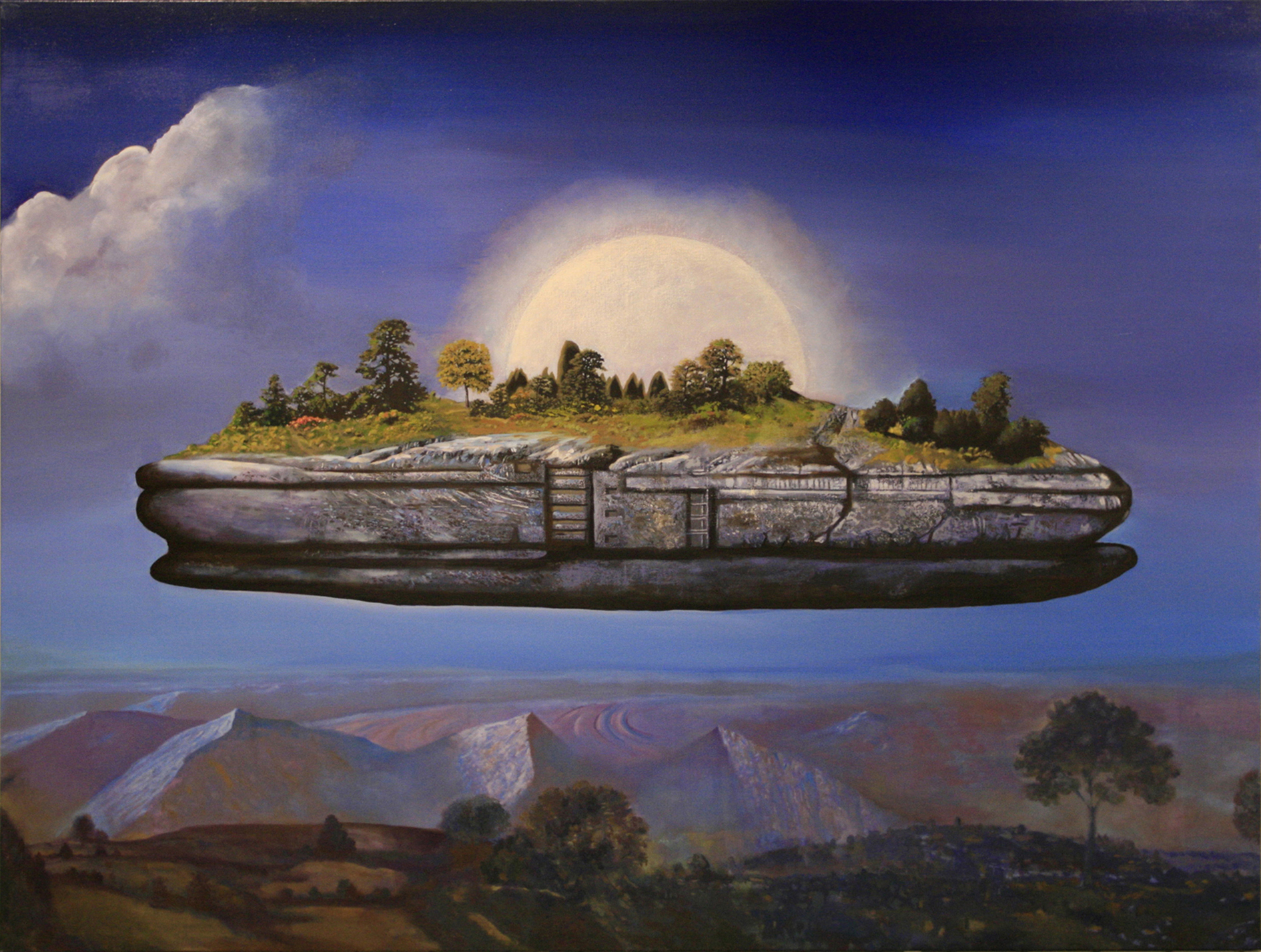
Illustration du Mag Mell, forme d'arche utopique

Dans la mythologie celtique irlandaise, Mag Mell (ou Magh Meall, signifiant plaine de joie) était un domaine mythique accessible par la mort et/ou la gloire. 

## Description
Contrairement à l'au-delà dans certaines mythologies,  Mag Mell est un paradis de plaisir, identifié soit comme étant une île à l'Ouest de l'Irlande, soit comme un royaume sous les océans. 
Dans tous les cas, Mag Mell est un lieu semblable aux Champs Élysées de la mythologie grecque, et n'est accessible qu'à certaines. 
Comme les nombreuses autres îles sacrées au large des côtes de l'Irlande, Mag Mell n'a jamais été explicitement tenue pour un pays des morts. Il s'agit plutôt d'un emplacement paradisiaque et occasionnellement visité par des mortels. L'ile aurait ainsi été visité par de nombreux héros et moines irlandais, comme le décrit Myles Dillon dans Early Irish Literature. Dans ce lieu, la mort et la maladie sont inexistantes. C'est un lieu de jeunesse et de beauté éternelles. Le bonheur est sans limite et personne ne boit ou ne mange.
"Ce lieu transmarin auquel abordent quelques héros, s’explique de la même façon que Tír na mBan et Tír na mBeo. Il prolonge l'image indo-européenne de la rive claire, diurne, de l'Année (la "belle saison" de l'année mythologique). Son roi est Tethra, l'un des aspects du Kronos celtique" (Ph. Jouët, Dictionnaire de la mythologie et de la religion celtiques, Fouesnant, 2012.)
Maria Savi-Lopez (it) décrit Mag Mell dans son Leggende dal mare (1894). Parlant de l'Irlande, elle dit que l'île n'est pas seulement célèbre pour ses légendes et les visions du Moyen Âge à cause du puits de Saint-Patrick, d'où le saint descendait au purgatoire. Elle est également très importante dans les anciennes traditions des Celtes, confondues avec l'histoire de leurs mythes. Autrefois, elle était peuplée par les Fomoires, géants féroces rappelant les Cyclopes des légendes classiques. Leur roi Tethra (en), semblable au Cronos des Grecs et à l'oiseau-serpent des Amérindiens, dévorait ses propres enfants. Les Fomoires demandèrent aux enfants de Nemed les deux tiers des enfants nés chaque année. Contraints d'abandonner l'Irlande, ils se réfugièrent sur le Grand Rivage. Tout comme les anciens sujets de Cronos, qui devinrent ses ministres, avaient pour compagnons les Titans et les Géants, les Fomoires eurent pour amis les Sidi dans le pays fabuleux, Mag-Mell. Celui-ci communiquait constamment avec l'Irlande au moyen de routes sous-marines. Les esprits appelés Aes sidhe voyageaient entre les deux soit sous les vagues, soit en marchant sur la mer, comme les chevaux de Junon et le Sleipnir gris d'Odin, comme les chevaux noirs de Jòde d'Upsala et ceux des Vikings. Ils pouvaient aussi voler sous la forme d'oiseaux ou encore, ils naviguaient dans des bateaux de cristal (souvent évoqués dans les traditions celtiques). Ils se drapaient de brouillard ou de manteaux magiques et ressemblaient à des vieillards qui portaient un livre à la main. Les nymphes de cette race d'esprits allaient souvent chercher protection auprès des héros irlandais. Ils prenaient alors temporairement forme humaine pour vivre sur terre avec un mari mortel. À l'occasion, ils kidnappaient le héros bien-aimé et l'emmenaient à Mag-Mell, où ils lui donnaient l'immortalité. Mais si le héros retournait en Irlande, il devenait immédiatement décrépit.